# Livro de Exopo
O Libro de Exopo, em latim Liber Exopy cum alegorijs, é um manuscrito português das fábulas de Esopo. É datável do século XV, mas o vocabulário utilizado identifica-o como cópia de uma obra anterior, do século XIV, escrita ainda em galego-português.
Ao todo possui 63 fábulas, ou, contando como uma única as duas versões da fábula "As Rãs e Júpiter", 62 fábulas em prosa. Cada uma apresenta também uma pequena explicação da moralidade da história. Embora planeado para conter várias ilustrações, só foram concluídas duas delas.
A sua importância advém de ser o único fabulário em português da época medieval. Hoje encontra-se na Biblioteca Nacional Austríaca.

## Galeria

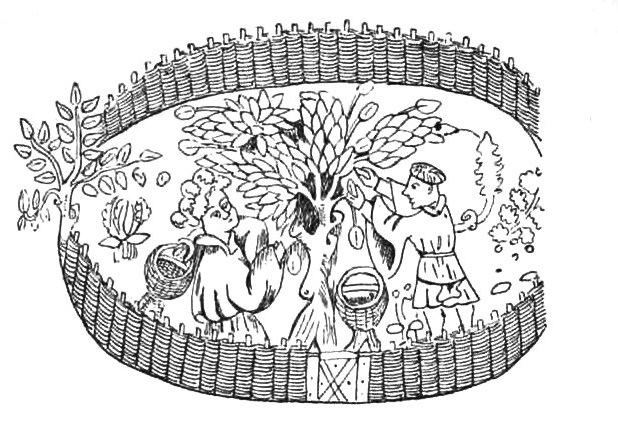
"E assemelha este seu livro a um horto no qual estão flores e frutos"
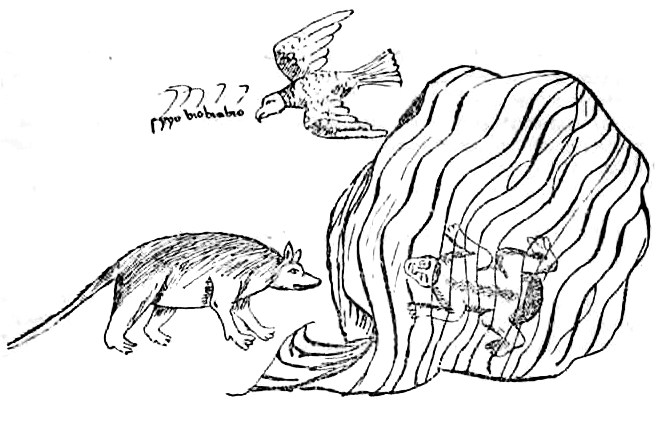
Ilustração da Fábula "O rato, a rã e o minhoto"
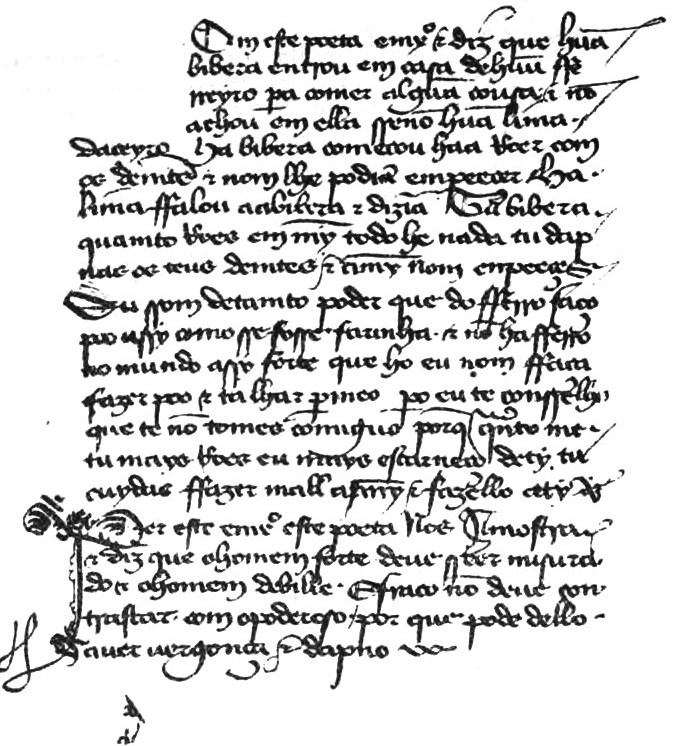
Fábula "A víbora e a lima"
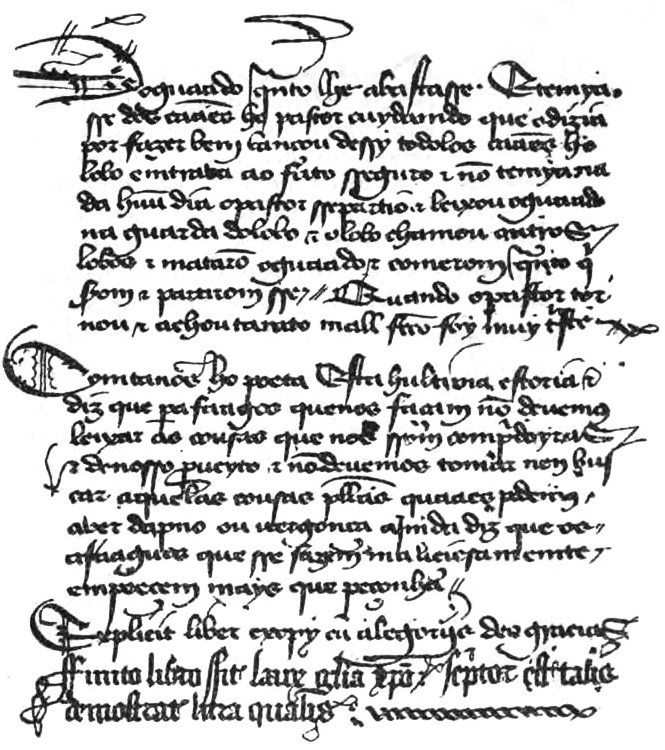
Último fólio

- Commons
- Wikisource